# メリアム＝ウェブスター
メリアム＝ウェブスター社（Merriam-Webster, Inc.）は、参考図書を出版するアメリカの企業であり、特にその辞典で知られている。
1828年、ジョージ・メリアムとチャールズ・メリアムはマサチューセッツ州スプリングフィールドでG & C Merriam Co.として会社を設立した。1843年、ノア・ウェブスターの死後、会社はウェブスターの遺産から『アメリカ英語辞典』の権利を購入した。全てのメリアム＝ウェブスターの辞典はこの系統に連なる。
1964年、エンサイクロペディア・ブリタニカ社がメリアム＝ウェブスター社を買収し、子会社とした。会社は1982年に現在の名称となった。

## 起源

### ノア・ウェブスター
1806年、ウェブスターは自身初の辞書、『A Compendious Dictionary of the English Language』を出版した。1807年、ウェブスターは彼の出版物を完全に総合的な辞典『アメリカ英語辞典』へと拡張する20年にわたる集中した作業を開始した。単語の語源を辿る助けとして、ウェブスターは26の言語を学んだ。ウェブスターは、国の様々な場所のアメリカ人がかなり異なる語彙を用い、単語を異なるやり方で綴り、発音し、使用していたため、こういったアメリカ人の話し言葉を標準化したいと考えていた。
ウェブスターは1825年にパリやケンブリッジ大学へ滞在中に辞典を完成させた。ウェブスターの1820年代の本は7万語を収録し、そのうちおよそ1万2千語はそれ以前の辞典には見られないものだった。綴り字改革者として、ウェブスターは英語の綴り規則が不必要に複雑であると考えており、そのため彼の辞典はアメリカ英語の綴りを導入して、「colour」を「color」、「waggon」を「wagon」、「centre」を「center」に置き換えた。ウェブスターはイギリスの辞典では見られなかった「skunk」や「squash」を含むアメリカの単語も加えた。1828年、70歳の時にウェブスターは辞典を出版した。売り上げは芳しくなく、わずか2500冊しか売れず、ウェブスターは借金を背負うことになった。しかしながら、1840年、ウェブスターは2巻からなる第2版を出版し、これは大きな成功を収めた。

### 出版社としてのメリアム
1843年、ウェブスターの死後、ジョージとチャールズ・メリアムはこの辞典の1840年版の出版および改訂権を確保した。彼らは1847年に改訂版を出版した。これは本文には変更点は全くなく、単に新しい節が追加されただけだった。1859年の改訂版では図版が追加された。1864年、メリアムは大増補版を出版した。これはウェブスターの文章を変更した最初の版であり、多くの定義と『An American Dictionary...』というタイトルを保持したまま、ウェブスターの著作を徹底的に整備した。これが大辞典と形容される一連の改訂の始まりであった。1884年には収録単語数は11万8千であり、「その他いかなる英語辞書よりも3千語多かった」。
1890年版で、タイトルが『ウェブスター国際辞典（Webster's International）』に変更された。語彙は1909年と1934年の『ウェブスター新国際辞典（Webster's New International）』版で多いに拡張され、収録単語数は50万を超えた。1934年版は遡及的に『ウェブスター国際辞典第2版（Webster's Second International）』あるいは単に新国際辞典（New International）の『第2版』と呼ばれた。

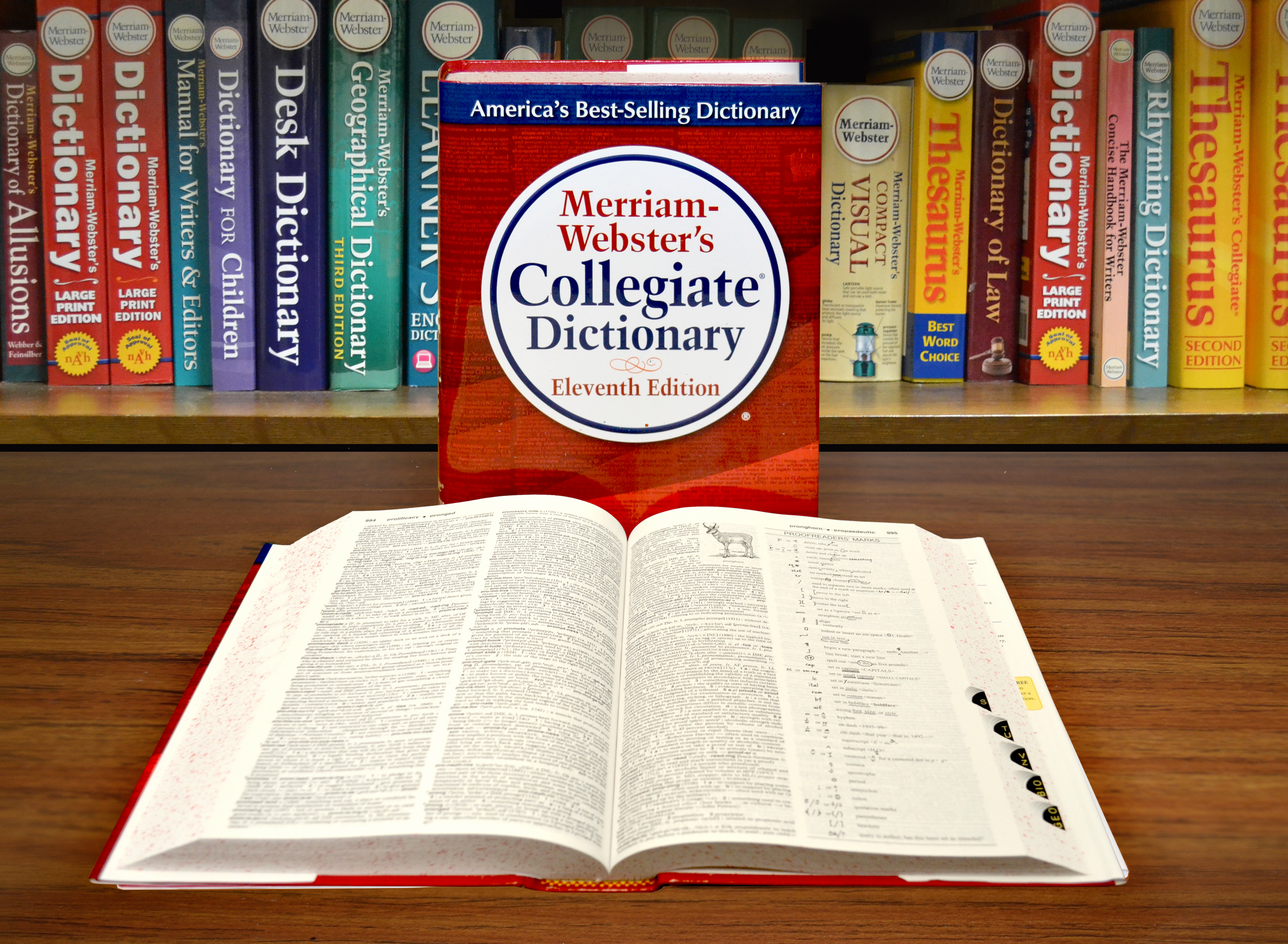
『メリアム＝ウェブスター大学辞典』、第11版。

『カレッジ辞典』（Collegiate Dictionary）は1898年に発表され、このシリーズは現在第11版である。1890年の『Webster's International』の出版後、2つの『カレッジ』版が増補版として発行された。メリアムはフィリップ・バブコック・ゴーヴの指導の下で1961年の『ウェブスター英英大辞典 第3版』を出版し、辞典を再び徹底的に整備した。この版で行われた変更は世間での論争に火を着けた。これらの変更点の多くは書式、不必要な句読点の除外、あるいは短い語句で十分な時に完全な例文を回避することであった。その他のより議論の的となる変更点は言語学的規範主義から当時使用されていたままのアメリカ英語を描写する方向への移行の前兆を示した。
第9版（『Webster's Ninth New Collegiate Dictionary』〈WNNCD〉、1983年発行）で、『カレッジ辞典』はただ単に『新国際辞典第3版』（本文は1961年以降実質的に改訂されていない）の増補ではなく別個の存在として自身を区別する変更を採用した。一部の固有名（円卓の騎士の名前など）は単語表に戻された。最も特筆すべき変更は、それぞれの単語の英語への流入を記録するためにそれらの既知の初出の日付を含めたことである。第11版（2003年発行）は22万5千以上の定義と16万5千以上の項目を含む。本文のCD-ROMが含まれることもある。この辞典は、影響力のある『シカゴ・マニュアル・オブ・スタイル』によって「綴りの一般事項についての」情報源として好まれており、アメリカ合衆国における多くの出版社や雑誌がこれに続いている。『シカゴ・マニュアル』は、この辞典が記載される最初の綴りを通常決める、と述べている。
G. & C. メリアム社は、一連の訴訟によって「ウェブスター」という名称がパブリックドメインに置かれた後、この名称を排他的に使用する権利を失った。社名は「メリアム＝ウェブスター, Incorporated」に変更され、1983年には『Webster's Ninth New Collegiate Dictionary』が出版された。それ以前の出版物は副題として「A Merriam-Webster Dictionary」を長年使用しており、より古い版で見られる。
1940年内以降、会社は多くの専門辞書、語学支援書、その他の参考図書をそのレパートリーに加えてきた。会社は1964年以降エンサイクロペディア・ブリタニカ社の子会社である。

## サービス
1996年、 メリアム＝ウェブスターは初のウェブサイトを開設し、オンライン辞典および類語辞典への無料アクセスを提供した。
メリアム＝ウェブスターは類義語、英語の用法、地理（『メリアム＝ウェブスター地理辞典』）、伝記、固有名、医学用語、スポーツ用語、スラング、西英、その他膨大な種類の辞典も出版してきた。辞典ではない出版物には『大学類語辞典』、『秘書ハンドブック』、『作家および編集者のためのマニュアル』、『大学百科事典』、『文学百科事典』、『世界の宗教百科事典』がある。
2007年2月16日、メリアム＝ウェブスターは、携帯電話向け検索情報プロバイダの AskMeNowによって開発された携帯電話向け辞典および類語辞典サービスの開始を発表した。購入者はテキストメッセージを通じて定義、綴り、および類義語にアクセスするサービスを使用する。サービスにはメリアム＝ウェブスターの「今日の単語」も含まれた。

## 発音ガイド
メリアム＝ウェブスター社はかつて自身の辞書において独自の音声記号を使用した。これはアメリカ合衆国の様々な場所の人々が同じ訛り（方言）を話す人々が学んだのと同じやり方で単語の発音の仕方を学ぶのと助けることが意図されている。ユニコードはIPA記号に対応したが、メリアム＝ウェブターの音声記号のための場所は確保しなかった。したがって、全ての辞書をIPA表記に修正することなく発音へのコンピュータでのアクセスを可能にするため、メリアム＝ウェブスターのオンラインサービスはASCII文字を使用して音声を記述している。

## 項目の執筆
メリアムは、印刷物中の特定の単語の使用を探し、それらを「引用（citation）」のデータベースに記録することによって項目を作成する。メリアムの編集者は印刷情報源（本や新聞から広告や製品パッケージのような砕けた出版物まで）を見るために1日およそ1時間を費し、個別の単語の使用を学び、引用ファイル中の保存すべきものを選ぶ。メリアム＝ウェブスターの引用ファイルは単語の個別の使用を記録した1600万を超える項目を含む。これらの莫大な引用は3×5インチサイズの情報カードに記録される。この紙の引用ファイルの最も古い項目は19世紀まで遡る。2009年以降は、全ての新しい項目は電子データベースに記録される。

## 出版
出版元が頻繁に変わるウェブスター新世界辞典とは異なり、今まで一回も在庫切れという処分には出くわしていないばかりか、メリアム＝ウェブスター学習英英辞典のように難易度を下げた英語学習者のための辞書も出版している。しかし、shop.merriam-webster.comはアメリカ国内からの購入にしか応じていない。メリアム＝ウェブスターカレッジ英英辞典もウェブスター新世界辞典と同じく版の中で頻繁に改訂しており、第11版(2020)のように年号が入る。ウェブスター新世界辞典よりも収録語数が多く、語釈が簡易化されているのが特徴である。